# Zuse Z4

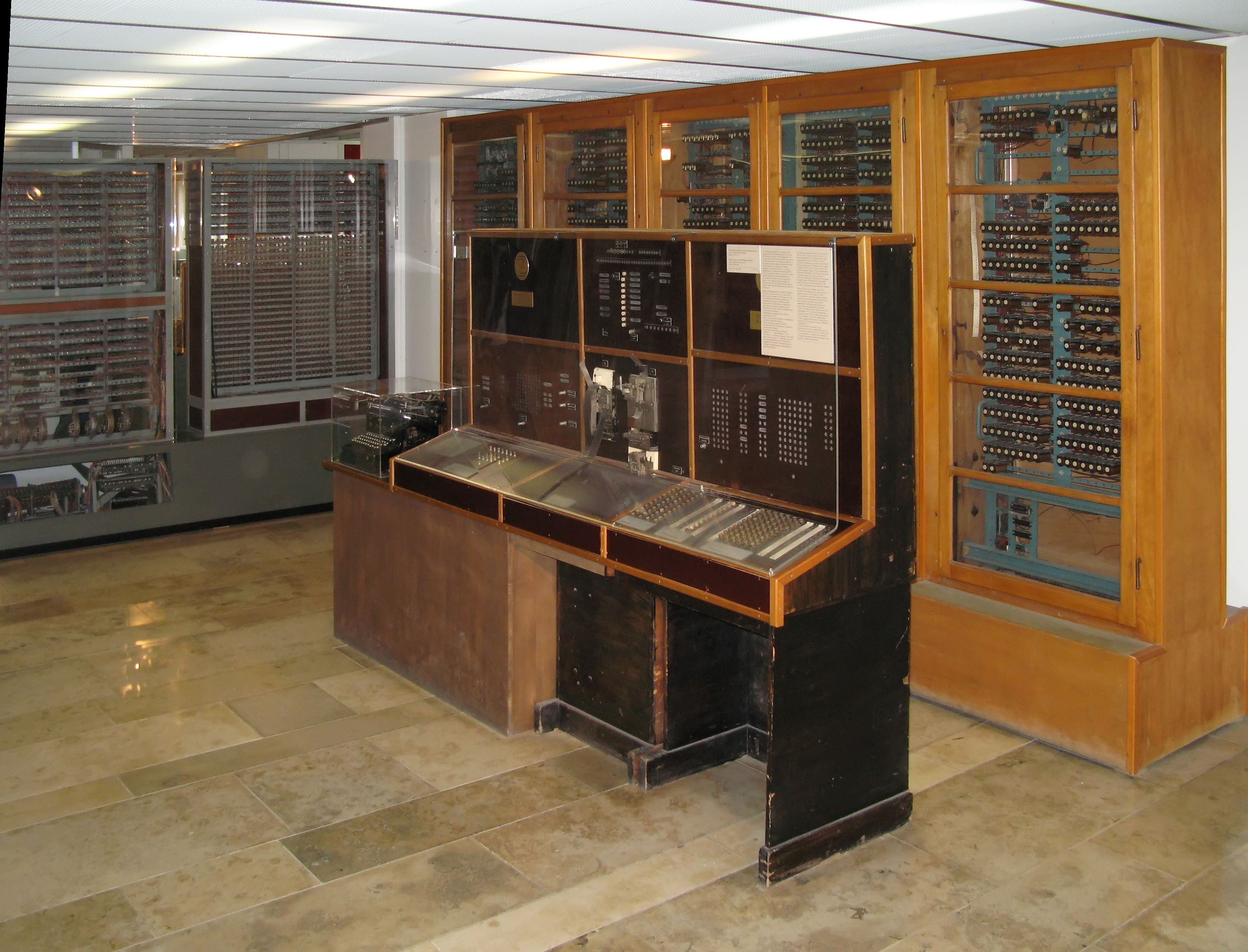
Zuse Z4（ドイツ博物館、ミュンヘン）

Zuse Z4 はドイツの技術者コンラート・ツーゼが設計し、彼の会社 Zuse Apparatebau で1942年から1945年にかけて構築した、世界初の商用デジタルコンピュータである。Z3の設計をベースとしており、Z3と同様の電気機械式（リレー式）であって、電子装置ではない。

## 構築
設計はZ3とよく似ているが、様々な点で拡張が施されている。記憶装置の（浮動小数点数）ワード長は22ビットから32ビットに拡張されている。Planfertigungsteil（プログラム構築装置）と呼ばれる特別な装置を備えており、記号操作とメモリセルを使用してプログラム用さん孔テープの作成と修正を従来より容易に行えるようになっている。内部は二進法で動作しているが、入出力は十進浮動小数点数の形式で行う。様々な命令を装備しており、平方根、最大値、最小値、符号を求める命令などがある。無限大との比較命令もある。チューリッヒ工科大学に納入されたマシンには条件分岐命令の機構が追加され、メルセデス製タイプライターに印字できるようになっていた。2つのプログラム用さん孔テープを使うことができ、2つめはサブルーチンとして使用する（当初は6本同時に扱う計画だった）。
1944年、ツーゼは婦人も含めた20人ほどの人々と共にZ4に取り組んでいた。一部の技術者はOKWの通信施設でも働いていた。1945年2月、Z4がソ連軍の手中に落ちることを防ぐため、ベルリンからゲッティンゲンへと移送した。Z4はアルバート・ベッツ率いる Aerodynamische Versuchsanstalt（AVA、航空力学研究所）のゲッティンゲンの施設で完成した。AVAの科学者たちにそれを公開しようかというときには噂はかなりとどろき渡っており、結局Z4はドイツ国防軍のトラックでバートヒンデラングに移送され、そこでツーゼはヴェルナー・フォン・ブラウンと出会った。

## 戦後
1949年、アメリカでコンピュータを見てきたスイス人数学者 エドゥアルド・シュティーフェル(Eduard Stiefel) がツーゼを訪れ、Z4 を見学した。彼がツーゼに微分方程式を示すと、ツーゼはそれをプログラムにし、即座にZ4で解いて見せた。シュティーフェルはスイスのチューリッヒ工科大学にある自分の研究室用に Z4 を購入することを決めた。
1950年9月、Z4がチューリッヒ工科大学に納入された。1954年にはフランスの Institut Franco-Allemand des Recherches de St. Louis という研究所に移され、1959年まで使用された。現在はミュンヘンのドイツ博物館に展示されている。
Z4に触発され、チューリッヒ工科大学（の A. Speiser と エドゥアルド・シュティーフェルを中心としたチーム）は独自のコンピュータ ERMETH (ドイツ語: Elektronische Rechenmaschine ETH) の開発に乗り出した。
1950年当時、Z4はヨーロッパ大陸で稼働していた唯一のデジタルコンピュータだった。製品として販売されたコンピュータとしては、BINACに次ぐ2番目であり、Ferranti Mark 1 の5カ月前、UNIVAC I の10カ月前のことである。ただし、BINACは不安定で納入先では使われなかった。その後ツーゼは Z11、Z22 といったコンピュータを製造販売した。
Z4はスイスのグランド・ディクサンス・ダム建設のための計算にも使われた。
スイス空軍のFFA P-16の開発時に昇降舵に起因するフラッター現象の解析にも使用された。

## 諸元
- クロック周波数: 約 40 Hz
- 平均計算速度: 加算は400 ミリ秒、乗算は3秒。平均で1時間に1000回の浮動小数点演算を実行する。
- プログラミング: プログラミング用機械で35mmフィルムに穴を開ける。
- 入力: 十進浮動小数点数をさん孔テープで供給。
- 出力: 十進浮動小数点数をさん孔テープかメルセデス製タイプライターに出力。
- ワード長: 32ビット（浮動小数点数）
- 部品: リレー約2,500個。ステップワイズリレー21個。
- メモリ: Z1と同様の機械式メモリ（32ビットワードで64ワード）
- 電力消費: 約 4 kW